# Моноаминовые нейромедиаторы

Норадреналин — классический моноаминовый нейромедиатор

Моноаминовые нейромедиаторы — это нейромедиаторы и нейромодуляторы, которые содержат одну аминогруппу, соединённую с ароматическим кольцом цепью из двух атомов углерода (-CH2-CH2-). Все моноаминовые нейромедиаторы являются производными ароматических аминокислот, таких, как фенилаланин, тирозин, триптофан, из которых они образуются при помощи ферментов, называемых декарбоксилазами ароматических аминокислот (в частности, триптофан-декарбоксилаза). Моноаминергические системы, то есть нервные сети, нейроны которых используют моноамины для обеспечения нейротрансмиссии, вовлечены в регуляцию многих процессов, в частности эмоций, когнитивных процессов, памяти, внимания, возбуждения и др. Также моноаминовые нейромедиаторы играют важную роль в обеспечении продукции и секреции нейротрофинов, в частности нейротрофина-3 астроцитами, что важно для обеспечения целостности нейронов, их нормальной дифференцировки и развития, трофической поддержки и для обеспечения их устойчивости к апоптозу. Лекарства, которые повышают или понижают активность тех или иных моноаминовых нейромедиаторов, могут быть использованы для фармакотерапии больных с теми или иными психическими расстройствами, такими, как депрессия, тревожные состояния, шизофрения.

## Примеры

### Классические моноамины
- Гистамин[3]

#### Катехоламины
- Адреналин
- Дофамин
- Норадреналин

#### Классическиетриптамины
- Серотонин
- Мелатонин

Для транспорта моноаминовых нейромедиаторов из клетки наружу в синаптическую щель и из синаптической щели обратно внутрь клетки существуют специальные белки, называемые моноаминовыми транспортерами. Это, в частности, дофаминовый транспортер, серотониновый транспортер, норадреналиновый транспортер на внешней мембране клетки и так называемые везикулярные моноаминовые транспортеры на мембранах внутриклеточных везикул.
После высвобождения моноаминового нейромедиатора в синаптическую щель, его действие прекращается при помощи обратного захвата (реаптейка) белком-транспортером соответствующего нейромедиатора обратно в пресинаптическую клетку. В ней они могут быть снова упакованы в синаптические везикулы и гранулы или разрушены ферментом моноаминоксидазой. Белок-транспортер, обеспечивающий обратный захват моноаминов, является мишенью воздействия таких классов антидепрессантов, как ТЦА, СИОЗС, СИОЗСН, а моноаминоксидаза является мишенью воздействия другого класса антидепрессантов — ИМАО.
Действие моноаминового нейромедиатора на постсинаптическую клетку может быть предотвращено блокаторами или антагонистами постсинаптических рецепторов. В частности, блокада дофаминовых рецепторов, особенно подтипа D2, и серотониновых рецепторов различных подтипов (особенно 5-HT2A, 5-HT2C) — является одним из предполагаемых механизмов действия антипсихотических препаратов, как типичных, так и атипичных.

## Эволюция

Филогенетическое дерево, показывающее, как некоторые моноаминовые рецепторы эволюционно связаны друг с другом

Как видно из широкого распространения моноаминовых нейромедиаторов, способность организма модифицировать своё поведение под влиянием тех или иных внешних или внутренних факторов, является эволюционным преимуществом, обеспечивающим повышение шансов на выживание. Моноаминовые системы нейротрансмиссии обнаруживаются у самых разных видов животных, таких, как нематоды, крабы, жуки, мыши, крысы, рыбка данио-рерио.

## Заболевания
Существуют заболевания, связанные с нарушениями обмена моноаминовых нейромедиаторов. Эти нарушения могут быть в любом из звеньев — на этапе биосинтеза моноаминов или на этапе их синаптического транспорта и высвобождения, или на этапе обратного захвата, или на этапе биодеградации моноаминов ферментами, такими, как моноаминоксидаза и катехол-О-метилтрансфераза. Заболевания, связанные с нарушениями в обмене моноаминов, многообразны и включают в себя депрессию, болезнь Паркинсона, тревожные состояния, шизофрению и др. Некоторые более редкие нарушения моноаминового обмена могут напоминать симптомы более распространённых неврологических заболеваний, таких, как церебральный паралич, и поэтому нередко неправильно диагностируются.